# LVI Liceum Ogólnokształcące im. Rotmistrza Witolda Pileckiego w Warszawie
LVI Liceum Ogólnokształcące im. Rotmistrza Witolda Pileckiego, do 31 sierpnia 2018 LVI Liceum Ogólnokształcące im. Leona Kruczkowskiego – liceum ogólnokształcące znajdujące się w Warszawie w dzielnicy Ursus, z klasami o profilu matematyczno-fizyczno-informatycznym i ogólnym z rozszerzonym programem nauczania języków obcych.

## Historia
Szkoła ma swoje początki w listopadzie 1944 r., kiedy to grupka nauczycieli na czele z Józefem Chmielem, Edmundem Pokrzywą i Stanisławem Rutkowskim utworzyła tajne gimnazjum i liceum na terenie dzisiejszego Ursusa (dawniej Czechowice). Tajne lekcje odbywały się w prywatnym mieszkaniu Stanisława Rutkowskiego przy ul. Sowińskiego 38.
25 lutego 1945 r. utworzono Towarzystwo Przyjaciół Szkoły Średniej w Ursusie. 24 marca 1945 r. szkoła zaczęła działać oficjalnie i przekształciła się w Koedukacyjne Gimnazjum i Liceum Ogólnokształcące i przeniosła do budynku szkoły powszechnej przy ul. Bohaterów Warszawy (dawniej Piłsudskiego).
Po wojnie, w październiku 1945 r. nazwę placówki zmieniono na Samorządowe Gimnazjum i Liceum Ogólnokształcące. Pierwszym dyrektorem szkoły był Józef Chmiel. Początkowo szkoła miała 4 klasy gimnazjalne i 1 licealną, w sumie z 157 uczniami. Zajęcia były prowadzona po południu, w dzień uczyły się dzieci w szkole powszechnej. W czerwcu 1946 r. odbyła się pierwsza matura do której przystąpiło 11 uczniów, większość to żołnierze Polski Podziemnej.
24 listopada 1946 r. liceum odłączono od szkoły powszechnej i przeniesiono do budynku przy ul. Regulskiej 22 (dawniej Regulska 8). We wrześniu 1949 r. szkołę upaństwowiono, skutkowało to zmianą nazwy na Państwową Szkołę Ogólnokształcącą Stopnia Licealnego.
Na początku lat 50. powołano komitet budowy szkoły. Projektantami byli inż. W. Rydzik, i inż. T. Umiejewski. Nowy budynek dla liceum i szkoły podstawowej umiejscowiono przy ul. Sosnkowskiego 10 (wówczas ul. Wawelska 7). Prace pod wykopy rozpoczęto w listopadzie 1953 r., kamień węgielny wmurowano 31 marca 1954 r. Południowa część budynku, przeznaczona dla Szkoły Podstawowej nr 3 została oddana do użytku 28 września 1954 r., a północna, dla liceum, 21 stycznia 1956 r. W roku szkolnym 1956–1957 liceum otrzymało numer. Jego nazwa brzmiała teraz Liceum Ogólnokształcące nr 56.
6 kwietnia 1963 r. z inicjatywy komitetu rodzicielskiego liceum nadano imię Leona Kruczkowskiego oraz sztandar. W uroczystości uczestniczyła wdowa Jadwiga Kruczkowska i synowie oraz wiceprezes Rady Ministrów Stefan Ignar, wiceminister kultury i sztuki Kazimierz Rusinek, wiceminister oświaty Ferdynand Herok, prezes Związku Literatów Polskich Jarosław Iwaszkiewicz i gen. dywizji w stanie spoczynku Juliusz Rómmel.
Od 1986 r. funkcję dyrektora liceum pełniła Jolanta Purzycka. Była pierwszym dyrektorem, absolwentem szkoły. Do liceum uczęszczała w latach 1960–1964. Pracę w liceum podjęła w 1981 roku.
W 2007 roku szkoła została przeniesiona do budynku po dawnym zespole szkół imienia Wilhelma Piecka, przy ulicy Dzieci Warszawy 42.
W latach 2007–2017 funkcję dyrektora sprawował mgr inż. Zdzisław Woźny, od września 2017 r. pełni ją mgr Beata Żeromska.
1 września 2018 szkoła zmieniła nazwę na LVI Liceum Ogólnokształcące im. Rotmistrza Witolda Pileckiego.

## Absolwenci (m.in.)
- Agnieszka Dygant – aktorka
- Maciej Władysław Grabski – metaloznawca, profesor Politechniki Warszawskiej
- Janusz Komender – lekarz, minister zdrowia (1987–1988)
- Andrzej Niwiński – archeolog, badacz Egiptu